# Amoriakro
Amoriakro  est une localité de l'est de la Côte d'Ivoire, et appartenant au département d'Agnibilékrou, Région Indénié-Djuablin. La localité d'Amoriakro est un chef-lieu de commune.